# Malawi i olympiska sommarspelen 1996
Malawi deltog i de olympiska sommarspelen 1996 med en trupp bestående av två deltagare, men ingen av landets deltagare erövrade någon medalj.

## Friidrott
Herrar
Bana
| Idrottare     | Gren                  | Heat omgång 1 | Heat omgång 1 | Heat omgång 2 | Heat omgång 2 | Semifinal        | Semifinal        | Final            | Final            |
| Idrottare     | Gren                  | Tid           | Placering     | Tid           | Placering     | Tid              | Placering        | Tid              | Placering        |
| ------------- | --------------------- | ------------- | ------------- | ------------- | ------------- | ---------------- | ---------------- | ---------------- | ---------------- |
| Henry Moyo    | Herrarnas 5 000 meter | 14:30.53      | 33            | N/A           | N/A           | Gick inte vidare | Gick inte vidare | Gick inte vidare | Gick inte vidare |
| John Mwathiwa | Herrarnas maraton     | N/A           | N/A           | N/A           | N/A           | N/A              | N/A              | 2:24:45          | 65               |